# Пятница, Александр Сергеевич
Алекса́ндр Серге́евич Пя́тница (укр. Олександр Сергійович П'ятниця; род. 14 июля 1985, Днепропетровск) — украинский легкоатлет. Заслуженный мастер спорта, кавалер ордена «За заслуги» III степени.

## Карьера
Воспитанник Заслуженного тренера Украины Николая Гурневича.
На Олимпийских играх в Лондоне Александр выиграл серебряную медаль в метании копья. Он отправил снаряд на 84,51 метра и уступил всего 7 сантиметров тринидадцу Кешорну Уолкотту.

## Личная жизнь
Окончил Днепропетровский государственный институт физической культуры и спорта.